# Chaperone (protein)

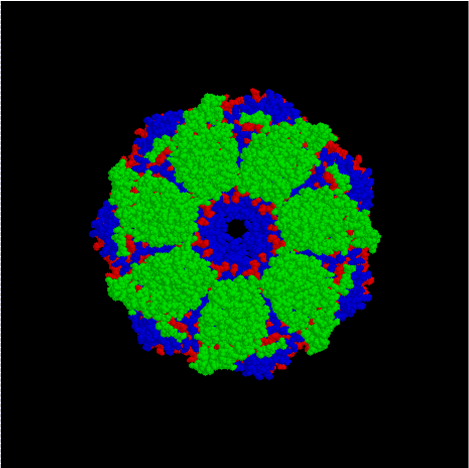
Góc nhìn từ trên cho mô hình phức tạp của chaperone Groes /Groel ở vi khuẩn

Trong sinh học phân tử, chaperone phân tử là các protein hỗ trợ quá trình "cuộn gấp" hoặc "duỗi mở" hóa trị cũng như lắp ráp hoặc tách các đại phân tử khác. Chaperone có mặt khi các đại phân tử thực hiện các chức năng sinh học bình thường của chúng và hoàn thành chính xác các quy trình gấp và/hoặc lắp ráp. Chaperone có liên quan đặc biệt với quá trình cuộn gấp protein. Protein đầu tiên được gọi là chaperone đã hỗ trợ việc lắp ráp các nucleosome từ các protein histone và DNA; các chaperone lắp ráp, đặc biệt là trong nhân tế bào, liên quan đến việc lắp ráp các tiểu đơn vị đã được cuộn gấp thành các cấu trúc oligomer.
Một chức năng chính của chaperone là ngăn chặn chuỗi polypeptide mới được tổng hợp và các tiểu đơn vị đang tập hợp khỏi kết tụ lại thành các cấu trúc không có chức năng. Cũng vì lý do này mà nhiều chaperone, nhưng không có nghĩa là tất cả, là các protein sốc nhiệt vì xu hướng kết tụ này tăng khi các protein bị biến tính bởi stress. Trong trường hợp này, chaperone không truyền thêm bất kỳ thông tin về cách bố trí phân tử để cho protein để cuộn gấp. Tuy nhiên, một số "chaperone bố trí phân tử" đặc hiệu lại chuyển tải thông tin về cấu trúc phân tử (steric) độc nhất cho các protein, nói cách khác, protein sẽ không thể được cuộn gấp lại bình thường nếu không có chaperone. Những protein như vậy phá vỡ nguyên tắc Anfinsen, nguyên tắc này cho rằng: chỉ có trình tự các amino acid là quy định cấu hình không gian của protein.
Các phương pháp tiếp cận khác nhau đã được áp dụng để nghiên cứu cấu trúc, động lực và chức năng của chaperone. Các phép đo sinh hóa hàng loạt đã cho chúng ta biết về hiệu quả gấp protein và ngăn ngừa sự kết tụ khi các chaperone có mặt trong quá trình cuộn gấp protein. Những tiến bộ gần đây trong phân tích đơn-phân tử  đã mang lại những hiểu biết sâu sắc về tính không đồng nhất về cấu trúc của chaperone, các cấu trúc cuộn gấp trung gian và ái lực của chaperone với các chuỗi protein chưa có cấu trúc và có cấu trúc.